# Artannes-sur-Indre
Artannes-sur-Indre – miejscowość i gmina we Francji, w Regionie Centralnym, w departamencie Indre i Loara.
Według danych na rok 1990 gminę zamieszkiwało 2089 osób, a gęstość zaludnienia wynosiła 100 osób/km² (wśród 1842 gmin Regionu Centralnego Artannes-sur-Indre plasuje się na 178. miejscu pod względem liczby ludności, natomiast pod względem powierzchni na miejscu 627.).